# Karakorum (hegység)
A Karakorum (vagy Karakoram, török eredetű nevének jelentése: „fekete kőgörgeteg”), kiterjedt hegylánc, mely Pakisztán, India és Kína határvidékén terül el, Gilgit, Ladak és Baltisztán területén. Ázsia nagyobb hegyláncainak egyike, A Himalájával szerkezetileg szinte azonos, de a földrajztudomány külön kezeli.
A Karakorum több mint hatvan csúcsa emelkedik 7000 m fölé, beleértve a világ második legmagasabb - 8611 méterig nyúló - hegyét, a K2-t is. A K2 csak 237 méterrel alacsonyabb, mint a 8848 m magas Csomolungma. A hegyvonulat körülbelül 500 km hosszú, és a sarkvidékeken kívül a föld gleccserekben leggazdagabb vidéke: az Indiához tartozó, 70 km hosszú Sziacsen-gleccser, illetve a 63 km-es Biafo-gleccser a világ második és harmadik leghosszabb gleccsere a sarkvidékeken kívül.
A Karakorumot északkeletről a Tibeti-fennsík határolja, északról pedig a Wakhan-folyosó és a Pamír. Déli határát az Indus és két mellékfolyója, a Gilgit és a Sjok (Shyok) jelentik, melyek a vonulatot a tulajdonképpeni Himalája északnyugati végétől elválasztják. Az Indus lejjebb dél felé, a pakisztáni alföldek felé veszi útját.
Magasságának és zord felszínének köszönhetően a Karakorum sokkal kevésbé lakott, mint keletebbre a Himalája egyes vidékei. Európai felfedezők először a 19. század elején jutottak fel a hegységbe, később pedig -  1856-tól - brit földmérők térképezték fel.
A Muztagh-hágón 1887-ben kelt át a Younghusband-féle expedíció, a Hunza-folyó feletti völgyeket (ahol a hunzák élnek) pedig Martin Conway fedezte fel 1892-ben. Az 1910-es és '20-as években végzett kutatások rögzítették a hegyvidék nagyjának földrajzát.
Marcel Ichac filmet készített a Karakorumról, melyben megörökítette a hegyláncra tett 1936-os francia expedíciót. A film ezüst oroszlánt nyert az 1937-es velencei filmfesztiválon.
A Karakorum egy részéről, mely határvita tárgyát képezi India és Kína között, a kínai kormányzat nagyméretű, méretarányos makettet készített.

## Geológiai jelentősége
A Karakorum és a Himalája számos okból különös jelentőséggel bír a földtani kutatók számára. Geológiailag nagyon aktív területek ezek, lévén két kontinens ütközési vonalában helyezkednek el, így nagyon fontosak a lemeztektonikai kutatásokban. A gleccserek pedig az éghajlatváltozások nyomon követésében játszanak kiemelt szerepet, mivel kiterjedésükkel-összehúzódásukkal jól követik a terület hőmérsékletében és csapadékosságában hosszú távon bekövetkező változásokat. De a vonulat - létrejöttekor - akár okozója is lehetett bizonyos éghajlatváltozásoknak. A légköri hatásoknak közvetlenül kitett, nagy tömegű szikla elaprózódásakor szén-dioxidot von el a levegőből; az üvegházhatást okozó gáz légköri mennyiségének csökkenése pedig hozzájárulhatott a föld klímájának hűvösödéséhez, mely eljegesedések sorozatát indíthatta el, ez a kainozoikumi eljegesedés.

## Galéria

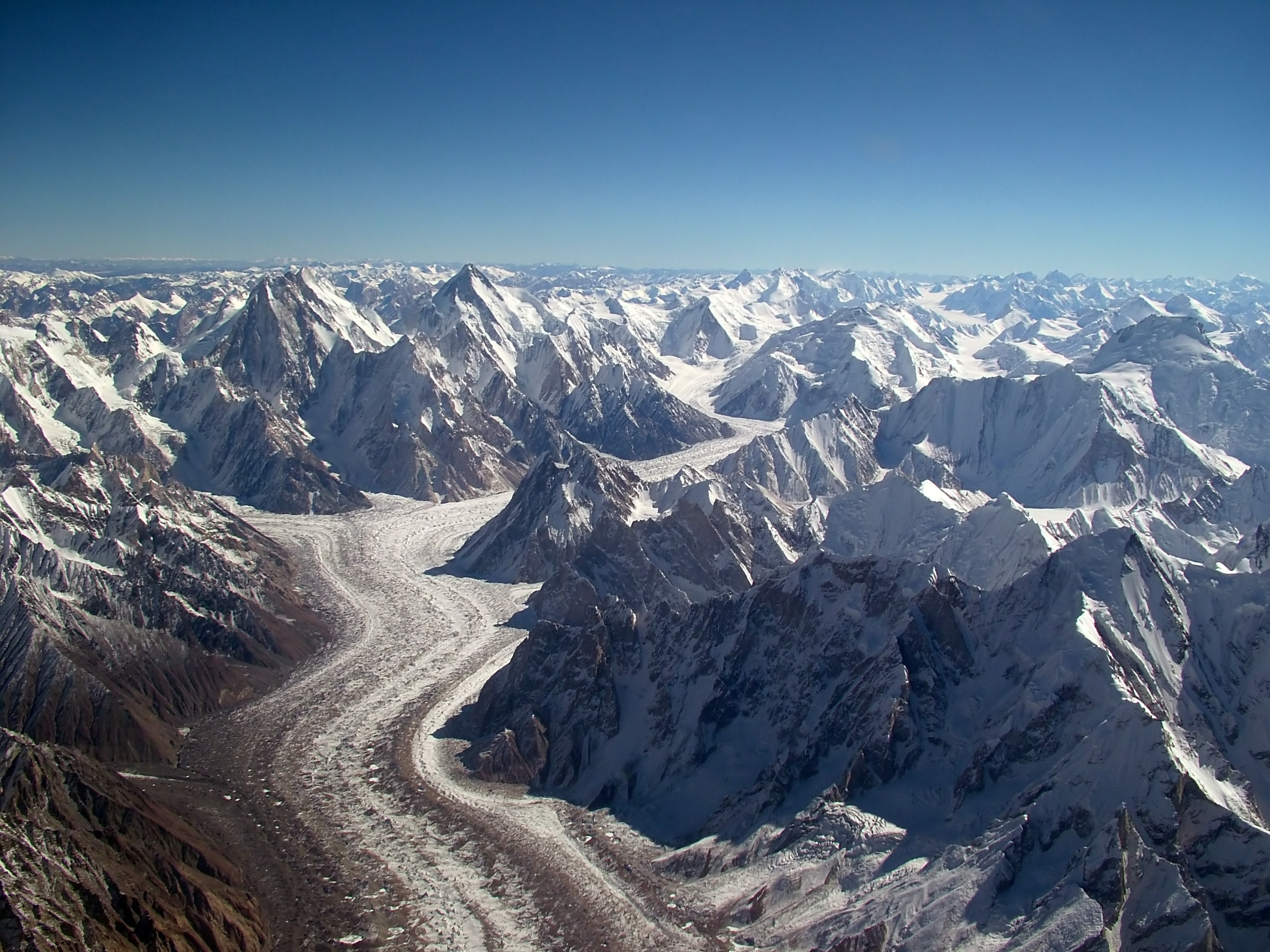
A Baltoro-gleccser a Karakorum középső vidékén, a Gasherbrum I és II hegycsúcsokkal
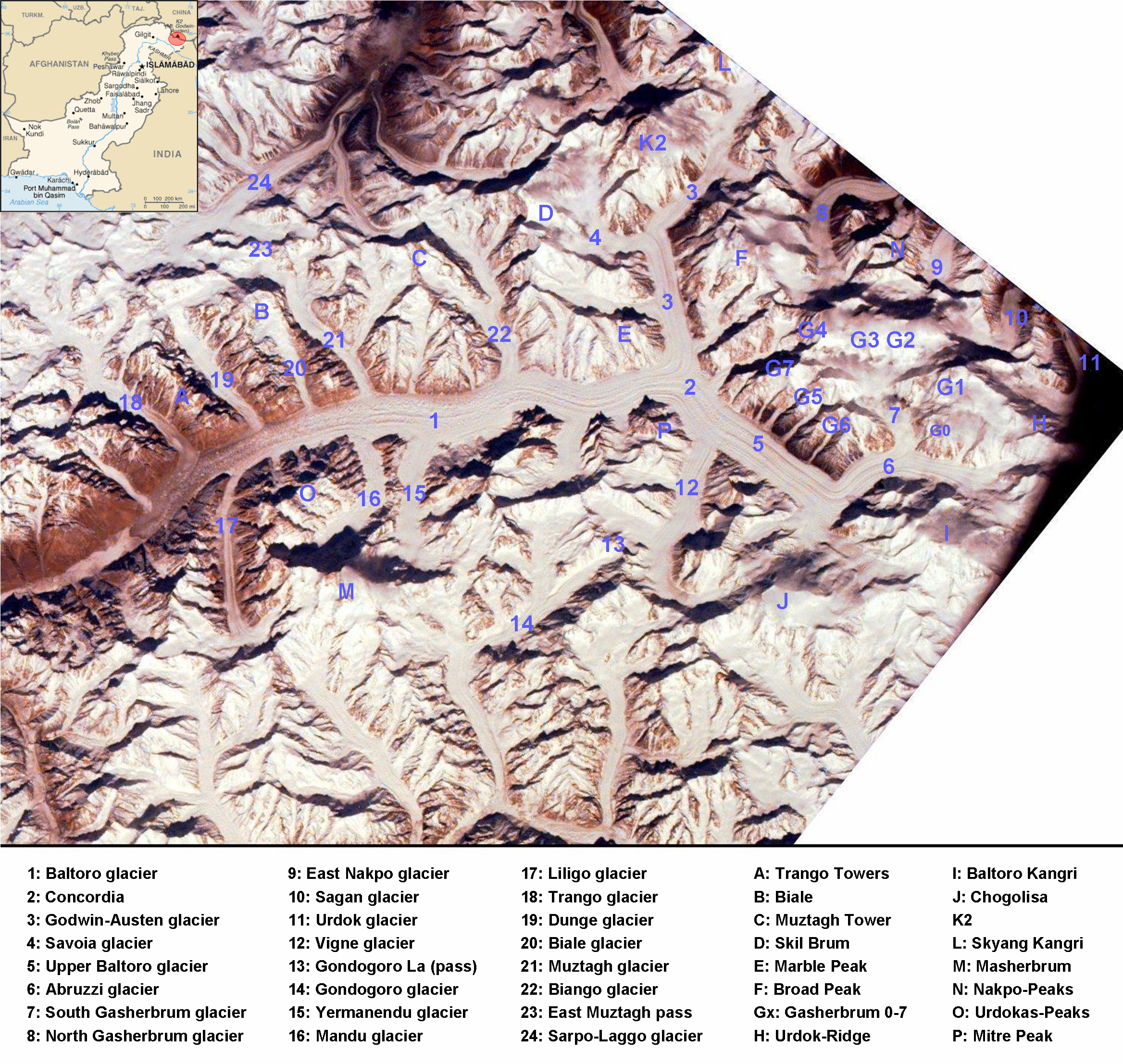
A Baltoro-gleccser és vidéke az űrből
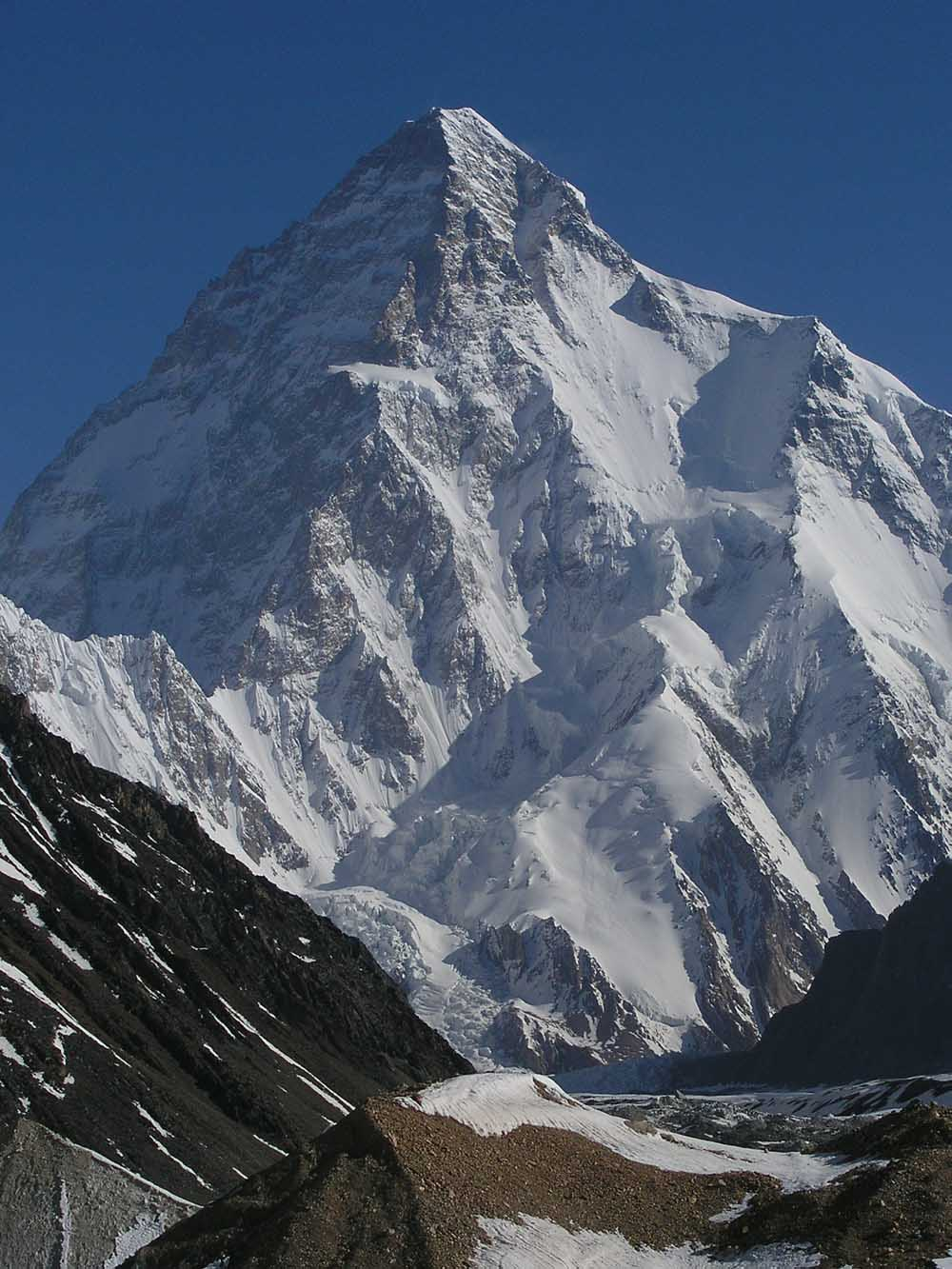
K2 (Godwin Austen)
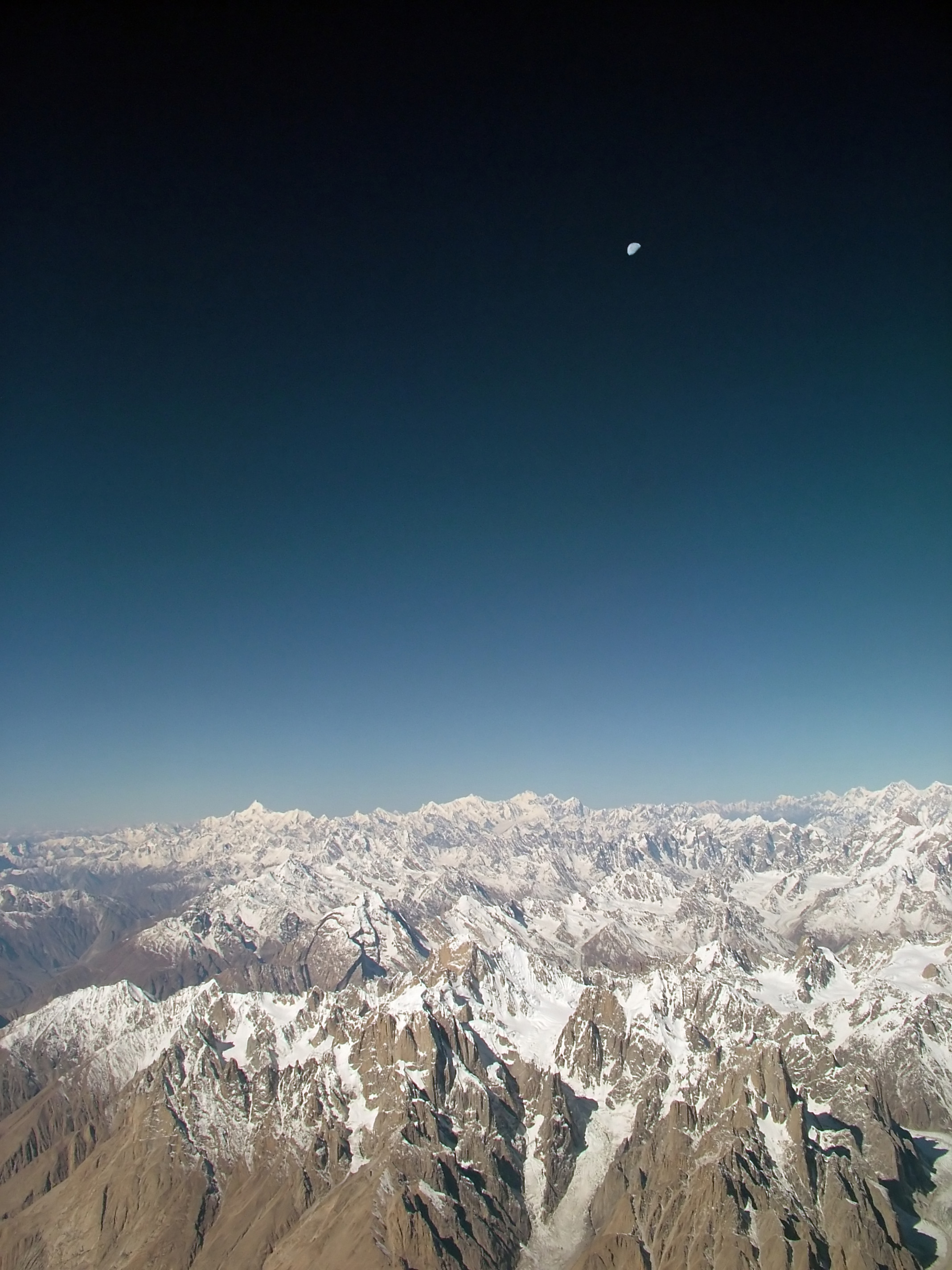